# Акарнан
Акарнан (грч. Ἀκαρνάν) је син аргејског краља Алкмеона и Калироје. Херој је Акарнањана.

## Митологија
Акарнан је имао брата Амфотера. Када су му оца убили синови краља Фегеја, Калироја је замолила Зевса да јој деца брзо одрасту и освете убиство оца. Њена молба је услишена; на двору краља Агапенора, Акарнан и Амфотер су убили Фегејеве синове Проноја и Агенора, а затим и самог Фегеја.
По Ахелојевом савету су браћа заветовала Хармонијину огрлицу и пеплос Делфима, а затим су отишли у Епир где је област Акарнанија добила име по старијем брату, тј. Акарнану.